# 井上ユカリ
井上 ユカリ（いのうえ ゆかり、1965年5月16日 - ）は、日本の女優。
大阪府出身。大阪芸術大学卒業。松竹芸文室に所属していた。
特技は、日舞、鼓。

## 出演

### テレビドラマ
- 必殺シリーズ（ABC）
  - 必殺仕事人III 第37話「芝居見物したかったのはせんとりつ」（1983年） - おちよ
  - 必殺仕事人IV 第12話「勇次、鼠小僧と間違われる」（1984年） - 妙
  - 必殺仕切人 第1話「もしも大奥に古狸がいたら」（1984年） - お袖
  - 必殺仕事人意外伝 主水、第七騎兵隊と闘う 大利根ウエスタン月夜（1985年） - お弓
  - 必殺仕事人V 第14話「主水、上役の田中と出張する」（1985年） - おちか
  - 必殺橋掛人 第7話「湯島天神の紅梅を探ります」（1985年） - 麻乃
  - 必殺仕事人V・激闘編
    - 第6話「加代、丸坊主になる」（1985年） - おくに
    - 第25話「主水、紫陽花の下に金を隠す」（1986年） - お里

  - 必殺まっしぐら! 第10話「相手は草津温泉の乗っ取り男」（1986年） - おちか
  - 必殺仕事人V・風雲龍虎編 第19話「主水ひとりぼっち」 （1987年） - 尾上
- 土曜ワイド劇場
  - 京都殺人案内（1991年、ABC）
  - 変装婦警の事件簿2（2001年、テレビ朝日）
  - タクシードライバーの推理日誌15（2001年、テレビ朝日）
  - 新・赤かぶ検事奮戦記17（2005年、朝日放送テレビ）
  - 温泉 (秘) 大作戦10（2011年、朝日放送テレビ）
- 熱き瞳に（1992年、THK） - 良子
- 付き馬屋おえん事件帳スペシャル「女郎蜘蛛の挑戦」（1992年、TX） - お品
- あばれ八州御用旅第3シリーズ（1992年、TX） - ちんちらお京
- 七つの離婚サスペンス「すかんたこ」（1993年、KTV）
- 古畑任三郎 1st season 第4回「殺しのファックス」（1994年、CX） - 河村ノリ子
- 鬼平犯科帳 第9シリーズ 第5話「闇の果て」（2001年、CX） - おみね

### ラジオ
- POP STATION KISS（ラジオ大阪）
- ベストヒットジャパン

### 映画
- 釣りバカ日誌15 ハマちゃんに明日はない!?（2004年、松竹）
- まだらの少女（2005年、松竹）

### 舞台
- 幻の華（1991年、新橋演舞場）
- 新・刀化粧 恋・炎の如くありしか（1995年、新橋演舞場）